# Company Business Towers
Company Business Towers (auch Brookfield Towers) ist ein Geschäftskomplex am Ostufer des Rio Pinheiros im Süden von São Paulo, Brasilien, im Bezirk Santo Amaro.
Er besteht aus zwei Hochhäusern mit 35 Etagen und 135 m Höhe. Die Fertigstellung erfolgte im Jahr 2017.